# Wappen Kanadas

Wappen Kanadas

Das Wappen Kanadas enthält viele Elemente des Wappens des Vereinigten Königreichs; außer den häufig auftauchenden Ahornblättern gibt es keine Symbole, die nur auf Kanada hinweisen, wenn man von der Kombination britische Symbole–Bourbonenlilien absieht. Die Ähnlichkeit der beiden Wappen – es wird vermutet, dass keine anderen zwei Länder solch ähnliche Wappen haben – besteht, seit das kanadische Wappen von 1904, bei dem Symbole der einzelnen kanadischen Provinzen gezeigt wurden, 1921 von George V. ersetzt wurde, weil die vielen Provinzen das Wappen unübersichtlich machten.
Wie bei dem britischen Vorbild trägt der Schild die Landessymbole Englands (drei goldene Leoparden auf rotem Grund), Schottlands (einen roten Löwen auf goldenem Grund, umgeben von roten „Doppellilienbord“) und Irlands (goldene Harfe auf blauem Grund). Auch hier tragen ein Löwe (für England) und ein Einhorn (für Schottland) den Schild.
Es sind aber auch einige Unterschiede erkennbar. Anders als bei dem britischen Wappen ist der schildtragende Löwe nicht gekrönt und die englischen Löwen auf dem Schild sind nicht zweimal vorhanden – stattdessen finden sich im Schild zusätzlich die Lilien des französischen Königreichs (als Symbol der französischen Wurzeln Kanadas) sowie rote Ahornblätter – das einzige kanadaspezifische Symbol im Wappen, das dafür umso öfter verwendet wird.
Der Schild ist umgeben von einem Band, das die lateinische Aufschrift „desiderantes meliorem patriam“, trägt. Das bedeutet auf Deutsch „sie wünschen ein besseres Land“ oder „ein besseres Land wünschend“, oder „die, die sich ein besseres Land wünschen“ und ist das Motto des Order of Canada.
Die beiden Wappenhalter tragen Flaggen – ähnlich der schottischen Version des britischen Königswappens – aber hier den Union Jack und die Lilien der bourbonischen Könige Frankreichs.
Der Helm über dem Wappen ist wie bei dem britischen ein Spangenhelm, trägt aber keine Krone. Der gekrönte Löwe, der bei der englischen Version des britischen Wappens auf der Krone steht, steht hier als Helmzier direkt auf dem Helm und hält in seiner Pfote ein rotes Ahornblatt. Noch mehr Ahornblätter – diesmal in rot und weiß – bilden die Helmdecke, die zwar seit der Barockzeit häufig an Pflanzen erinnert, die aber nie eindeutig botanisch bestimmbar sind. So ist diese Helmdecke eine heraldische Neuheit, die 1994 zu dem Wappen hinzugefügt wurde.
Die St. Edwardskrone – die wichtigste unter den vielen Kronen der kanadischen und britischen Monarchen – schwebt über dem Wappen. Das lateinische Motto unter dem Wappen lautet „a mari usque ad mare“, heißt auf Deutsch „von Meer zu Meer“ und wurde abgeleitet von Psalm 72,8 (Ps 72,8 ).
Das Rasenstück unter dem Motto, das bei dem britischen Wappen verwendet wird, wird hier durch wesentlich symbolträchtigere Pflanzen ersetzt – es sind wieder Symbole Englands (Tudor-Rose), Schottlands (Distel), Frankreichs (Lilie) und Irlands (Kleeblatt). Diese Pflanzen (bis auf die Lilie) sind zwar bei dem britischen Wappen ebenfalls zu sehen, aber meist nur als kleine bunte Flecken über dem Spruchband.
Das Wappen von Kanada ist in abgewandelter Form auch auf der in Kanada verwendeten Version der Royal Standard, der Flagge des britischen Königs zu sehen.

1921–1957
1957–1994